# Hunter Reese
Hunter Reese (11 januari 1993) is een Amerikaans tennisspeler. Hij heeft nog geen ATP toernooi gewonnen. Wel deed hij al mee aan een grandslamtoernooi. Hij heeft één challenger in het dubbelspel op zijn naam staan.

## Palmares
| Legenda                       | Legenda               |
| ----------------------------- | --------------------- |
| Grand Slam                    |                       |
| Olympische Spelen             |                       |
| tot 2009                      | vanaf 2009            |
| Tennis Masters Cup            | ATP Finals            |
| ATP Masters Series            | ATP Tour Masters 1000 |
| ATP International Series Gold | ATP Tour 500          |
| ATP International Series      | ATP Tour 250          |

### Dubbelspel
| Nr.                              | Datum             | Toernooi           | Ondergrond    | Partner          | Tegenstanders in finale              | Score            | Details |
| -------------------------------- | ----------------- | ------------------ | ------------- | ---------------- | ------------------------------------ | ---------------- | ------- |
| Verloren finales herendubbel     |                   |                    |               |                  |                                      |                  |         |
| 1.                               | 24 juli 2021      | ATP Cabo San Lucas | Hardcourt     | Sem Verbeek      | Hans Hach Verdugo John Isner         | 7-5, 2-6, [4-10] | Details |
| Gewonnen challengers herendubbel |                   |                    |               |                  |                                      |                  |         |
| 1.                               | 9 november 2014   | Knoxville          | Hardcourt (i) | Miķelis Lībietis | Gastão Elias Sean Thornley           | 6-3, 6-4         |         |
| 2.                               | 22 april 2018     | Sarasota           | Gravel        | Evan King        | Christian Harrison Peter Polansky    | 6-1, 6-2         |         |
| 3.                               | 16 september 2018 | Cary               | Hardcourt     | Evan King        | Fabrice Martin Hugo Nys              | 6-4, 7-6(6)      |         |
| 4.                               | 23 juni 2019      | Farg'ona           | Hardcourt     | Evan King        | Nikola Čačić Yang Tsung-hua          | 6-3, 5-7, [10-4] |         |
| 4.                               | 27 september 2020 | Sibiu              | Gravel        | Jan Zieliński    | Hans Hach Verdugo Robert Galloway    | 6-4, 6-2         |         |
| 5.                               | 16 mei 2021       | Zagreb             | Gravel        | Evan King        | Andrej Goloebev Oleksandr Nedovjesov | 6-2, 7-6(4)      |         |
| 6.                               | 23 mei 2021       | Oeiras             | Gravel        | Sem Verbeek      | Sadio Doumbia Fabien Reboul          | 4-6, 6-4, [10-7] |         |

### Landencompetities
| Nr.              | Datum          | Toernooi   | Ondergrond | Partner(s)                                                                                        | Tegenstanders in finale                                                                                                | Score | Details |
| ---------------- | -------------- | ---------- | ---------- | ------------------------------------------------------------------------------------------------- | --- | ----- | ------- |
| Gewonnen finales |                |            |            |                                                                                                   | |       |         |
| 1.               | 8 januari 2023 | United Cup | Hardcourt  | Taylor Fritz Frances Tiafoe Denis Kudla Jessica Pegula Madison Keys Alycia Parks Desirae Krawczyk | Matteo Berrettini Lorenzo Musetti Andrea Vavassori Marco Bortolotti Martina Trevisan Lucia Bronzetti Camilla Rosatello | 4–0   | Details |

## Resultaten grandslamtoernooien
| Legenda | Legenda                          |
| ------- | -------------------------------- |
| g.t.    | geen toernooi gehouden           |
| l.c.    | lagere categorie                 |
| –       | niet deelgenomen                 |
| G       | uitgeschakeld in de groepsfase   |
| 1R      | uitgeschakeld in de eerste ronde |
| 2R      | uitgeschakeld in de tweede ronde |
| 3R      | uitgeschakeld in de derde ronde  |
| 4R      | uitgeschakeld in de vierde ronde |
| KF      | uitgeschakeld in de kwartfinale  |
| HF      | uitgeschakeld in de halve finale |
| F       | de finale verloren               |
| W       | het toernooi gewonnen            |
| w-v     | winst/verlies-balans             |

### Mannendubbelspel
| Grandslamtoernooien  |      |      |     |      |      |      |      |     |      |      |
| Australian Open      | –    | –    | –   | –    | –    | –    | –    | –   | –    | 1R   |
| Roland Garros        | –    | –    | –   | –    | –    | –    | –    | –   | 2R   | –    |
| Wimbledon            | –    | –    | –   | –    | –    | –    | –    | –   | 1R   |      |
| US Open              | 1R   | –    | –   | –    | –    | 2R   | –    | 3R  | 1R   |      |
| Olympische Spelen    |      |      |     |      |      |      |      |     |      |      |
| Olympische Spelen    | g.t. | g.t. | –   | g.t. | g.t. | g.t. | g.t. | –   | g.t. | g.t. |
| Statistieken         |      |      |     |      |      |      |      |     |      |      |
| Totaal aantal titels | 0    | 0    | 0   | 0    | 0    | 0    | 0    | 0   | 0    | 0    |
| Eindejaarsranking    | 591  | 1151 | 384 | 208  | 138  | 122  | 132  | 105 | 83   |      |